# Residencial Tejo
Residencial Tejo foi uma série de televisão humorística portuguesa, transmitida no canal SIC entre 1999 e 2002.

## Descrição
A série esteve no ar de 1999 a 2002, em quatro temporadas, tendo produzida pela empresa Endemol e transmitida no canal SIC. O enredo centrava-se na epónima "Residencial Tejo", uma casa de hóspedes situada junto à margem do rio. A personagem principal era a Seição, interpretada por Maria do Céu Guerra, que era a responsável pela organização do estabelecimento, embora a proprietária fosse a Tia Matilde, papel desempenhado por Anna Paula. Seição tinha-se mudado do Alentejo para Lisboa em conjunto com o seu pai, interpretado por Henrique Canto e Castro, devido aos problemas financeiros causados pelos maus negócios em que este se tinha envolvido. Este enredo foi criticado pelo comentador Eduardo Cintra Torres, do jornal Público, que considerou que a «num aspecto a adaptação desta residencial à realidade portuguesa não funciona: num passe de magia, dois chaparros acabadinhos de passar o Tejo abancam numa residencial sem que haja choques culturais e sociais, nem mesmo com as beatas que ficaram para «tias». Neste Portugal de classes estanques seria complicado acontecer esta aceitação da diferença». Na Residencial Tejo conviviam várias personagens de características unusuais e exageradas, criando desta forma situações humorísticas. Teve um grande sucesso, que se deveu em parte ao formato escolhido para a sua produção, uma vez que era gravado com público ao vivo, gerando um ambiente de humor mais natural. Este modelo, de origem norte-americana, é uma aproximação entre o teatro e as séries de televisão, e permitiu dar uma aparência mais genuína ao programa, uma vez que permite uma maior ligação entre os actores e o público.
A personagem de Seição foi considerada como um dos papéis mais marcantes de Maria do Céu Guerra, tendo igualmente reunido várias importantes figuras da cena artística portuguesa, como Henrique Canto e Castro, Ilda Roquete, Ana Padrão, Fernanda Borsatti e o músico António Victorino de Almeida. Também foi o ponto inicial da carreira para alguns artistas que alcançaram destaque a nível nacional, como Jorge Mourato.

## Elenco
- Maria do Céu Guerra- Seição
- Fernanda Borsatti- Perpétua
- Henrique Canto e Castro- Horácio
- Anna Paula- Matilde
- António Vitorino de Almeida- Bombarda
- Vera Alves- Rosy
- Fátima Belo- Helena
- Paula Guedes- Pureza
- Maria João Luís- Madame Pimenta
- Ana Padrão- Marta
- Jorge Mourato- Carlos
- Alexandre Ferreira- João
- Luís Thomar- Luis
- Ana Filipa Machado- Filipa
- Ilda Roquete- Branca
- Filipa Serra Coelho- Filipa
- Ruben Mendes- David